# الاتاش
الاتاش (به لاتین: Alataş) یک منطقهٔ مسکونی در ترکیه است که در استان مرسین واقع شده‌است.

## خصوصیات
الاتاش ۴۸۰ نفر جمعیت دارد و ۳۵ متر بالاتر از سطح دریا واقع شده‌است.